# Lista de filmes condenados pela Legião da Decência
Esta é uma lista  'de filmes condenados pela Legião Nacional da Decência' ', uma organização dos Estados Unidos Católica. A Legião Nacional da Decência foi criada em 1933 e reorganizada em 1965 como o Escritório Nacional Católico de Filmes (NCOMP). Sob cada um desses nomes, ele classificou os filmes de acordo com sua adequação para visualização, atribuindo um código A, B ou C, com o código C identificado como "condenado" para exibição pelos católicos. A classificação C foi emitida de 1933 até 1978. As classificações da Legião foram aplicadas a filmes feitos nos Estados Unidos, bem como aos importados de outros países. Desde que revisou os filmes quando lançados para distribuição, a Legião geralmente classificava filmes não-americanos alguns anos após seu primeiro lançamento em seu país de origem, ocasionalmente anos depois. Por exemplo,  classificou o 1936 de Marcel Pagnol 'César' 'em 1948 e o Marlene Dietrich' de 1930 O Anjo Azul em 1950.
O sistema de classificação foi revisado em 1978 e a designação "condenado" não foi atribuída aos filmes desde então. Em vez disso, os filmes que anteriormente teriam sido classificados como C ou B foram classificados como O, o que significa "moralmente ofensivo". O NCOMP reatribuiu classificações para filmes antigos com base em seu novo sistema, tornando impossível determinar em seu próprio banco de dados se um filme que agora classifica O era originalmente B ou C. Em 1980, o NCOMP interrompeu as operações, juntamente com a quinzenal  Review , que até então havia publicado classificações para 16.251 longas-metragens.
Organizados por legiões boicote fizeram uma classificação C prejudicial à distribuição e à lucratividade de um filme. Em alguns períodos, o objetivo da Legião era ameaçar os produtores com classificação C, exigir revisões e atribuir uma classificação B. Em outros momentos, a Legião, preferindo evitar a notoriedade e publicidade que os filmes obtiveram com a classificação C revisada para B, recusou-se a remover sua classificação original, o que resultou na autocensura da indústria que alcançou os objetivos da Legião com menos conflito público. Por exemplo, Elia Kazan 's' 'Um bonde chamado desejo' 'foi cortada em 4 minutos para evitar uma classificação C, e Billy Wilder cortar cenas da peça original para evitar um C para The Seven Year Itch .  Spartacus  passou por uma edição semelhante para evitar uma classificação C.
A maioria dos filmes condenados foi feita fora dos Estados Unidos para audiências principalmente não americanas e não inglesas.  Dos 53 filmes que a Legião havia colocado em sua lista condenada em 1943, apenas Howard Hughes   The Outlaw  foi o produto de um grande estúdio americano e não foi amplamente distribuído. [carece de fontes?] Depois de  The Moon is Blue  (1953) e  Baby Doll  (1956) recebeu classificações C, uma década antes de mais dois grandes filmes de Hollywood receberem a classificação C:  The Pawnbroker  (1964) e  Kiss Me, Stupid  (1964).
Relata-se frequentemente que os filmes foram condenados em termos gerais, ou seja, foram criticados ou até denunciados, quando não receberam a classificação C da Legião. Alguns contam com uma lista de filmes que foram condenados no início dos anos 30 pela Arquidiocese de Chicago antes do sistema de classificação da Legião de Decência,  Turner Classic Movies, por exemplo, programou um festival de "Filmes Condenados pela Legião de Decência Católica" que incluía vários que não foram classificados como C pela Legião. 

## 1936
- Adolph Armstrong , uma importação sueca ( Adolf Armstarke ).[10]
- Extase  ou  Ecstasy , uma importação da Tchecoslováquia.[10]
- Les Amours de Toni , uma importação francesa dirigida por Jean Renoir.[10]
- Carnaval na Flandres , uma importação francesa[10]
- Gambling with Souls , descrito pelo New York Times  como "uma chamada exposição da vice-raquete".[11]
- Vivendo perigosamente ,[12]produzido por British International Pictures.
- Armadilhas da Juventude , possivelmente um título alternativo para Marijuana  '.[10]
- A vida particular de Henrique VIII [12][10]
- Whirlpool, uma importação francesa originalmente intitulada Remous.[10]

## 1937
- Assassino da Juventude , um filme do gênero exploitation sobre a maconha.[10]
- Club de femmes , uma importação francesa.[10]
- Damaged Goods , lançado pela Grand National Films Inc., um pequeno produtor-distribuidor que operou de 1936 a 1939. Também distribuído como Casamento Proibido .[10]
- Damaged Lives , um filme do gênero exploitation sobre doenças venéreas.[10]
- A mentira de Nina Petrovna , uma importação francesa.[10]
- Lucrezia Borgia , um drama histórico francês dirigido por Abel Gance.[10][13]
- Slaves in Bondage , um filme do gênero exploitation sobre prostituição.[14]

## 1938
- Filhos do Sol  '[10]
- Human Wreckage , um filme de exploitation sobre doenças venéreas, também distribuído como Sex Madness .[10]
- Indiscretions  ', uma comédia francesa de Sacha Guitry.[10]
- Orage , uma importação francesa, que a Legião chama de 'L'Orage' '.[10]
- O ritmo que mata (filme de 1935)|O ritmo que mata]] , um filme do gênero exploitation sobre o uso de cocaína.[10]
- O Puritano  ', uma importação francesa.[10]
- Suicídio racial , um filme do gênero exploitation sobre prostituição e aborto.[10]
- O salário do pecado , um filme do gênero exploitation sobre prostituição.[10]

## 1939
- La Bête humaine (filme), (A besta humana), uma importação francesa originalmente intitulada  La Bête Humaine , dirigida por Jean Renoir.[10]
- Le Jour Se Lève  ou  Daybreak (Trágico Amanhecer), uma importação francesa dirigida por Marcel Carné, foi condenada pela Legião por sua atmosfera de anormalidade.
- fr , uma importação franco-italiana.[10]
- Mad Youth , um filme de exploração.[10]
- Rasputin , uma importação francesa.[10]
- Reefer Madness , um filme do gênero exploitation sobre a maconha.[10]
- Sinful Daughters [10]
- Smashing the Rackets , uma produção americana baseada no início da carreira de Thomas E. Dewey. [d] <nome da referência = nlod />
- With a smile , uma importação francesa.[10]

## 1941
- Cidade do Pecado [10]
- Combatendo o comércio de escravos brancos , um filme de exploração sexual.[10]
- Nove Bacharéis , uma importação francesa.[10]
- The Girl from Maxim's , uma importação britânica.[12] A Legião disse: "O vício é retratado de maneira atraente; a virtude é ridicularizada".[10]
- No Greater Sin , um filme de exploração sexual sobre uma campanha para impedir a propagação de doença venérea.[10]
- Le Roi , uma importação francesa.[10]
- 'Two-Faced Woman' ', último filme de Greta Garbo, inicialmente condenado por sua "atitude imoral e não cristã em relação ao casamento e suas obrigações; cenas, diálogos e situações imprudentemente sugestivos; [e] figurinos sugestivos ".[15][16] Dentro de um mês Metro-Goldwyn-Mayer fez alterações suficientes para a Legião revisar sua classificação para B.[17] [e]
- fr , um filme francês dirigido por Maurice Tourneur.

## 1942
- Passion Island , uma importação mexicana dirigida por Emilio Fernández como La Isla de la Pasiòn .[10]

## 1943
- es , uma importação mexicana.[10]
- Child Bride , também apresentado sob o título Dust to Dust , um filme de exploração sobre o casamento de menores de idade.[10]
- Confissões de um Vice Barão [10]
- Tentaciòn , uma importação espanhola dirigida por Fernando Soler.[10]
- The Outlaw , um western produzido e dirigido por Howard Hughes, inicialmente condenado. Classificação alterada para B após as revisões.[10]

## 1945
- Mamãe e papai ,[19] um filme de exploração sexual que pretendia ensinar higiene sexual.

## 1947
- Narciso Negro , uma importação britânica sobre freiras anglicanas desafiadas pela vida em um ambiente exótico, inicialmente condenada.[19] A Legião a reclassificou como A-II (moralmente censurável para adultos) depois revisões de "todas as impressões deste filme".[10]
- Forever Amber  ', quando 20th Century Fox encontrou problemas de distribuição devido à classificação C, seu presidente Spyros Skouras conseguiu que a Legião cancelasse sua piquetes e campanha de boicote, fazendo cortes no filme, acrescentando "um prólogo inócuo" e fazendo "um pedido de desculpas público humilhante" à Legião.[19][20]
- Nais  ', uma importação francesa.[21]

## 1948
- O Bandido  ', uma importação italiana estrelada por Anna Magnani.[10]
- César , uma importação francesa de 1936 por Marcel Pagnol, na qual a Legião encontrou "Tratamento irreverente e blasfemo das práticas religiosas".[10]
- Devil in the Flesh (filme de 1947)|Devil in the Flesh]] , uma importação francesa condenada por seu "retrato simpático de ações ilícitas".[22]
- Fric-Frac , uma importação francesa produzida uma década antes.[23]
- O gênio e o rouxinol , uma importação italiana produzida em 1943 e intitulada 'Maria Malibran' ', uma cinebiografia de soprano Maria Malibran (1808–1836).[10]
- Incorrigible , uma importação sueca ( Rötägg ) dirigida por Arne Mattsson.[24]
- Merry Chase , uma importação italiana ( La resa di Titì ) estrelada Rossano Brazzi.[10]
- Passionelle , um filme francês de 1947 de Roger Blin, também conhecido como Pour une nuit d'amour , inicialmente condenado.[25] Classificado B seguindo revisões de cópias distribuídas nos EUA e no Canadá.[10]
- The Room Upstairs , uma importação francesa estrelada por Marlene Dietrich e Jean Gabin.[10]
- Pecados dos Pais , uma importação canadense.[10]
- Street Corner , um filme de exploração.[10]
- Torment , filme sueco de Ingmar Bergman de 1944, inicialmente condenado.[25] Quando revisada, sua classificação foi alterada para B para impressões distribuídas nos EUA.[10]
- it , um musical romântico italiano.[10]

## 1949
- O Sono do Diabo , um filme de exploração.[26]
- Alemanha, Ano Zero , uma importação italiana do diretor Roberto Rossellini.[10]
- Hollywood Burlesque , uma performance filmada no Hollywood Theatre, em San Diego.[26]
- fr , uma importação francesa condenada como" totalmente sem compensação moral ".[27]
- Rozina, a Criança do Amor , uma importação tcheca.[28]
- A História de Bob e Sally , um filme de exploração.[10]
- fr , uma importação francesa.[10]

## 1950
- Bitter Rice , uma importação italiana ( Riso Amaro ), inicialmente condenou[29] para "Situações sugestivas e figurino. Suicídio na solução de plotagem". As revisões obtiveram uma classificação B, que se aplicava apenas a impressões nos EUA.[10]
- The Blue Angel , um novo lançamento do filme de 1930 estrelado por Marlene Dietrich.[10]
- Bullet for Stefano , uma importação italiana estrelada por Rossano Brazzi[30]
- A carne se renderá , uma importação italiana.[30]
- Gigi  ', uma importação francesa estrelada por Danièle Delorme.[10]
- fr , uma importação francesa.[10]
- Stampede Jungle , que de acordo com a Legião "pretende ser de natureza documental e educacional", mas condenou por lidar com o assunto, "costumes e hábitos nativos".[10]
- Amantes de Verona , uma importação francesa.[10]
- Manon , uma importação francesa; a Legião disse que "tolera ações imorais".[31]
- Sem orquídeas para Miss Blandish , um filme de gangster britânico.[31]
- Oh, Amelia , uma importação francesa.[10]
- A Valsa de Paris , uma importação francesa.[32]
- fr , uma importação francesa estrelada por Maurice Chevalier.[33]
- Escândalos de Clochemerle , uma importação francesa.[33]
- fr , uma importação francesa dirigida por Julien Duvivier.[34]
- Os Jovens e os Malditos , um filme mexicano dirigido por Luis Buñuel.[35]

## 1951
- Por trás das persianas fechadas , uma importação italiana.[36]
- It's Forever Springtime , uma importação italiana.[10]
- Latuko , um filme de exploração sexual na forma de um pseudo-documentário antropológico sobre uma tribo no Sudão mais conhecida como povo Lotuko.
- O retorno de um amante , uma importação francesa.[37]
- La Marie du port , uma importação francesa estrelada por Jean Gabin.[38]
- Miss Julie , uma importação sueca.[10]
- fr , uma importação francesa.[39]
- The Raven , uma importação francesa. [f][37]
- La Ronde , uma importação francesa dirigida por Max Ophüls estrelando Simone Signoret.[40]
- Scarred  ', uma importação italiana estrelada por Anna Magnani.[41]
- Ela deveria dizer não! ,[42] um filme sobre os perigos da maconha.
- The Ways of Love , o título usado para distribuir três filmes em língua estrangeira que a Legião condenou como um grupo.[43] O filme principal, tanto em tamanho quanto em termos de controvérsia que gerou, foi de Roberto Rossellini  O Milagre  (1948), distribuído na Europa como "L'Amore", com um filme complementar, "The Human Voice", também de Rossellini. Os outros dois curtas-metragens que "The Ways of Love" incluíram foram "Jean Renoir" "Um dia no país" "(1936) e Marcel Pagnol" s "Jofroi  '(1933).
- White Cargo  ', um filme francês distribuído por Beverly Pictures.[44] Listado pela Legião da Decência como Carga Branca Francesa .[10]

## 1952
- Of Love and Bandits , uma importação italiana.[10]
- fr , uma importação francesa.[45]
- fr , uma importação francesa.[46]
- A emoção que mata , uma importação italiana também conhecida como Cocaína .[47]
- Women Without Names , uma importação italiana.[37]

## 1953
- Girls Marked Danger , uma importação italiana.[10]
- The Moon Is Blue , uma comédia de Otto Preminger para os Artistas Unidos. Também foi negada a aprovação do Código de Produção.[48]
- Le Plaisir , um filme de antologia francês dirigido por Max Ophüls.[10]
- Os Sete Pecados Capitais , uma produção franco-italiana.[49]
- Três histórias proibidas , uma importação italiana.[50]
- Times Gone By , uma importação italiana.[51]

## 1954
- The Bed , uma importação francesa.[10]
- The French Line , um musical da RKO estrelado por Jane Russell, condenado por "ação grosseiramente obscena, sugestiva e indecente, figurino e diálogo". A Legião disse que era "capaz de influenciar gravemente e mal aqueles que a apadrinham, principalmente os jovens".[10]
- Jardim do Éden , um filme de exploração sexual ambientado em uma colônia de nudistas.[52]
- Karamoja , um filme de exploração sexual.[10]
- 'Mademoiselle Gobete' ', uma importação italiana que a Legião disse "habita constantemente em uma apresentação ridícula da virtude da pureza".[10]
- One Summer of Happiness , uma importação sueca.[53]
- Sensualità , uma importação italiana estrelada por Marcello Mastroianni.[54]
- Summer Interlude , uma importação sueca dirigida por Ingmar Bergman. Condenado sob o título Interlúdio Ilícito .[55]
- Violated , um drama policial nos EUA.[56]
- Queremos um filho! , Uma importação dinamarquesa.[57]

## 1955
- Adorable Creatures , uma importação francesa.[10]
- Desesperate Women , um filme Majestic Pictures; a Legião disse que "ignora valores completamente essenciais e sobrenaturais associados a questões dessa natureza".[10]
- Um marido para Anna , uma importação italiana.[10]
- Eu sou uma câmera  ', um britânico importado pela Legião condenado[58] por sua "história básica, caracterização, diálogo e figurino".[10]
- The Game of Love , uma importação francesa.[59]
- Rififi , uma importação francesa, inicialmente condenada; atribuiu um B após "revisões substanciais".[10]
- Filho de Sinbad , "um desafio aos padrões decentes de entretenimento teatral" e "um incentivo à delinquência juvenil".[60]

## 1956
- 'E Deus criou a mulher' ', uma importação francesa dirigida por Roger Vadim e estrelada por Brigitte Bardot.[10]
- Baby Doll , produzido por Elia Kazan e Tennessee Williams; a Legião chamou seu assunto de "repulsivo moralmente, tanto em tema quanto em tratamento" e disse que suas "cenas de crueldade são degradantes e corruptas".[10]
- Bed of Grass , um grego importado pela Legião acusado de "puro animalismo", originalmente intitulado Agioupa, para koritsi tou kampou .[10]
- Female and the Flesh , também lançado como The Light Across the Street ; uma importação francesa.[10]
- fr , uma importação francesa.[61]
- Cartas do Meu Moinho de Vento , uma importação francesa dirigida por Marcel Pagnol.[62]
- A linda esposa do moleiro , uma importação italiana.[10]
- fr , uma importação franco-italiana.[63]
- Rossana , uma importação mexicana. [g][10]
- The Naked Night , uma importação sueca dirigida por Ingmar Bergman, também distribuída como Sawdust and Tinsel .[65]
- Pecados dos Bórgias , uma importação francesa.[66]
- Stella , uma importação grega estrelada por Melina Mercouri.[67]
- fr , uma importação francesa da Legião chamada Snow was Black .[10]
- Nana , uma importação francesa.[10]
- Mulher de Roma , uma importação italiana.[68]

## 1957
- A carne é fraca , importação britânica.<Nome da referência = nlod />
- Mademoiselle Striptease , uma importação francesa também distribuída como Please! Sr. Balzac .<Nome da referência = nlod />
- Maid in Paris , importação francesa.<Nome da referência = nlod />
- Mitsou , uma importação francesa.<Nome da referência = nlod />
- O Céu Noturno Caiu , uma importação francesa.<Nome da referência = nlod />
- Sorrisos de uma noite de verão , uma importação sueca de Ingmar Bergman; condenado por "ênfase absoluta em amores ilícitos e sensualidade".[10]
- Untamed Youth [10][h]

## 1958
- Heróis e pecadores , uma importação francesa.[10]
- Amante de Lady Chatterley , uma importação francesa estrelada por Danielle Darrieux.[10]
- Liane, deusa da selva , uma importação alemã.[10]
- O amor é minha profissão , uma importação francesa.[10]
- Lovers of Paris , uma importação francesa, originalmente Pot-Bouille  e baseada no romance Zola com esse nome.[10]
- Uma Questão de Adultério , um drama britânico condenado por justificar inseminação artificial.[10]

## 1959
- O Terceiro Sexo , uma importação alemã dirigida por Veit Harlan; também conhecido como "Juventude desconcertada" ou "Diferente de você e de mim", originalmente "Das dritte Geschlecht".[69][10]

## 1960
- Breathless  '[8]
- Nunca no domingo [8]
- Oscar Wilde , uma importação britânica estrelada por Robert Morley.[70]
- Julgamentos de Oscar Wilde , uma importação britânica estrelada por [Peter Finch]].[70]

## 1961
- 'L'Avventura' ', Antonioni] O filme italiano de 1960 foi considerado "totalmente inaceitável", "intencionalmente sugestivo e pornográfico". A Legião disse que "o tema deste filme é desenvolvido em uma atmosfera de completa ambiguidade moral".[71]
- "Um vento frio em agosto
- Jules e Jim
- Viridiana [8]O Vaticano protestou quando este filme compartilhou o grande prêmio no Festival de Cannes.[72]

## 1962
- Boccaccio '70 [73] A Legião notou sua "concentração grosseiramente sugestiva em trajes indecentes, situações e diálogo". Nessa época, a Legião havia adotado uma política de não reconsiderar a classificação de um filme, uma vez amplamente distribuída, mesmo que revisada, mas nesse caso a Legião permitia que a classificação C do filme não fosse válida depois que o filme fosse editado para transmissão na televisão.[74]

## 1963
- 8½
- O desprezo

## 1964
- Kiss Me, Stupid , produzido e dirigido por Billy Wilder.[75]
- Of Human Bondage

## 1965
- The Pawnbroker , condenou "pela única razão pela qual a nudez foi usada".[76]

## 1966
- Blowup [77]

## 1967
- Sundown apressado  '[77]
- A Cobertura  '[77]
- Reflexões em um olho dourado  '[77]
- O vale das bonecas

## 1968
Predefinição:Refimprove section <! - realmente daqui até o final da lista →
- O aniversário
- Barbarella  '[78]
- fr , um filme francês estrelado por Jean Seberg[78]
- O Estrangulador de Boston
- Escuridão do Sol
- Deadfall
- The Good, the Bad, the Ugly(Três homens em conflito)
- Se Ele Hollers, Deixe-o Ir! [78]
- Joanna , uma importação britânica
- Dama de cimento
- A Lenda de Lylah Clare
- The Magus  '
- Os Produtores
- Rosemary's Baby
- A vida secreta de uma esposa americana
- The Sweet Ride
- Weekend , uma importação francesa dirigida por Jean-Luc Godard[78]

## 1969
- The April Fools
- Bob, Carol, Ted e Alice
- Estou curioso (amarelo)
- O assassinato da irmã George
- Marlowe (filme)|Marlowe

## 1971
- Billy Jack
- Laranja Mecânica
- Os Demônios
- O último show de fotos

## 1972
- O tratamento Carey [8]
- Pink Flamingos

## 1973
- High Plains Drifter
- Último Tango em Paris [79]
- Lemora o pavor do além[8]
- O Homem de Vime

## 1975
- The Rocky Horror Picture Show

## 1976
- Carrie (Carrie-a estranha)
- 'J. A Vingança de D.
- The Omen (A Profecia)
- The Outlaw Josey Wales
- Taxi Driver

## 1978
- Amanhecer dos Mortos
- Ice Castles[8]
- Pretty Baby(filme de 1978)
- Mesma Hora, Próximo Ano